# 陈轸 (战国时期纵横家)
陈轸（？—？），中国战国时期齐国临淄（今山东临淄）人，纵横家。

## 生平
曾游说入秦国，受秦惠文王礼待，与张仪相互爭寵。张仪任相，他離開秦国，至楚国擔任令尹。在途中，他游说魏国犀首北连燕国、赵国，胁齐国为联盟，共制强秦。后韩国、魏国相争，他又献策秦惠文王，坐视两败俱伤，以便乘机取利。以功被楚怀王封为颍川侯。前313年楚怀王為张仪所騙，罢黜陈轸和屈原，改任张仪为令尹，從此楚国勢衰。最後陈轸改去齊國發展，齐宣王以迎接鲁侯的规格迎接陈轸。曹丕盛赞陈轸：“贤矣陈轸，忠而有谋。楚怀不从，祸卒不救。”
陳軫善於以講故事的方式遊說，有一些膾炙人口的成語，是從陳軫遊說中而來的，例如如畫蛇添足、卞莊刺虎、計賺兩虎。有子陈应。